# Harvey Dunn
Harvey Thomas Dunn est un peintre américain né à Manchester, dans le Dakota du Sud, le 8 mars 1884, et mort à New York le 29 octobre 1952. 
Il est principalement connu pour son tableau The Prairie is My Garden, qui présente une mère et ses enfants en train de cueillir des fleurs dans une prairie typique des Grandes Plaines.
Il fut membre de la communauté artistique, la Brandywine School (en).